# ミルクティー

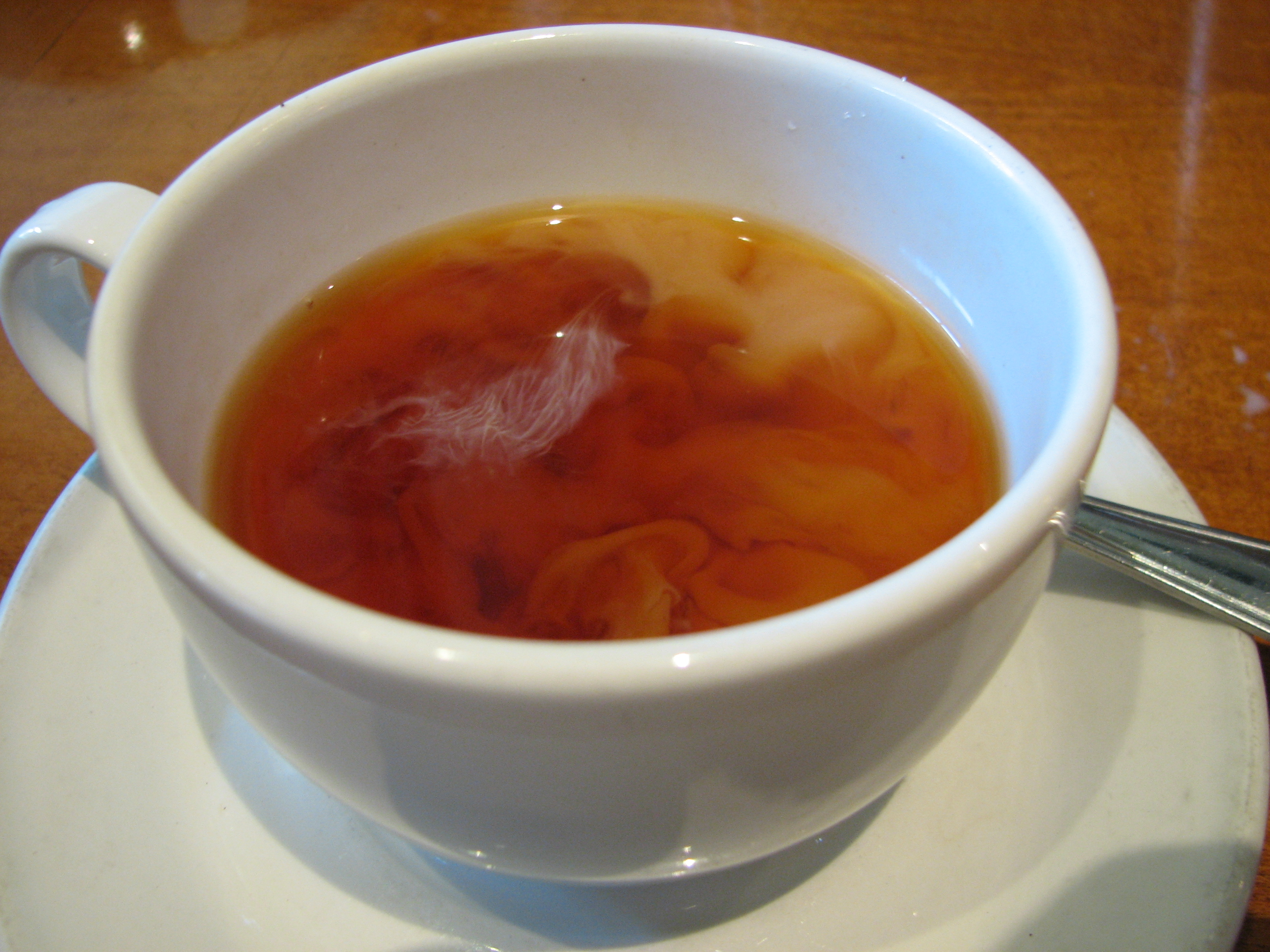
少量のミルクを入れた紅茶

ミルクティー（英: milk tea）は、牛乳などの乳を入れた紅茶のこと。
なお、コーヒーフレッシュを紅茶に入れたものをミルクティーと称することがあるが、本来の紅茶の飲み方ではない。

## 歴史
モンゴル人やチベット人など、内陸ユーラシアの遊牧民の間では、交易によって中国などから入手した茶にウシやヒツジの乳、あるいはバターを入れ、大量に飲む食習慣が古くからあった。一方でヨーロッパでこの習慣が始まったのは比較的新しく、17世紀以降である。
紅茶ではないが、砕いた磚茶を水で煮、別途沸騰させたウシの乳を入れて作るスーテイチアイ（漢語では「奶茶」）がモンゴルにあり、これもミルクティーと呼ばれることがある。

## 種類・作り方

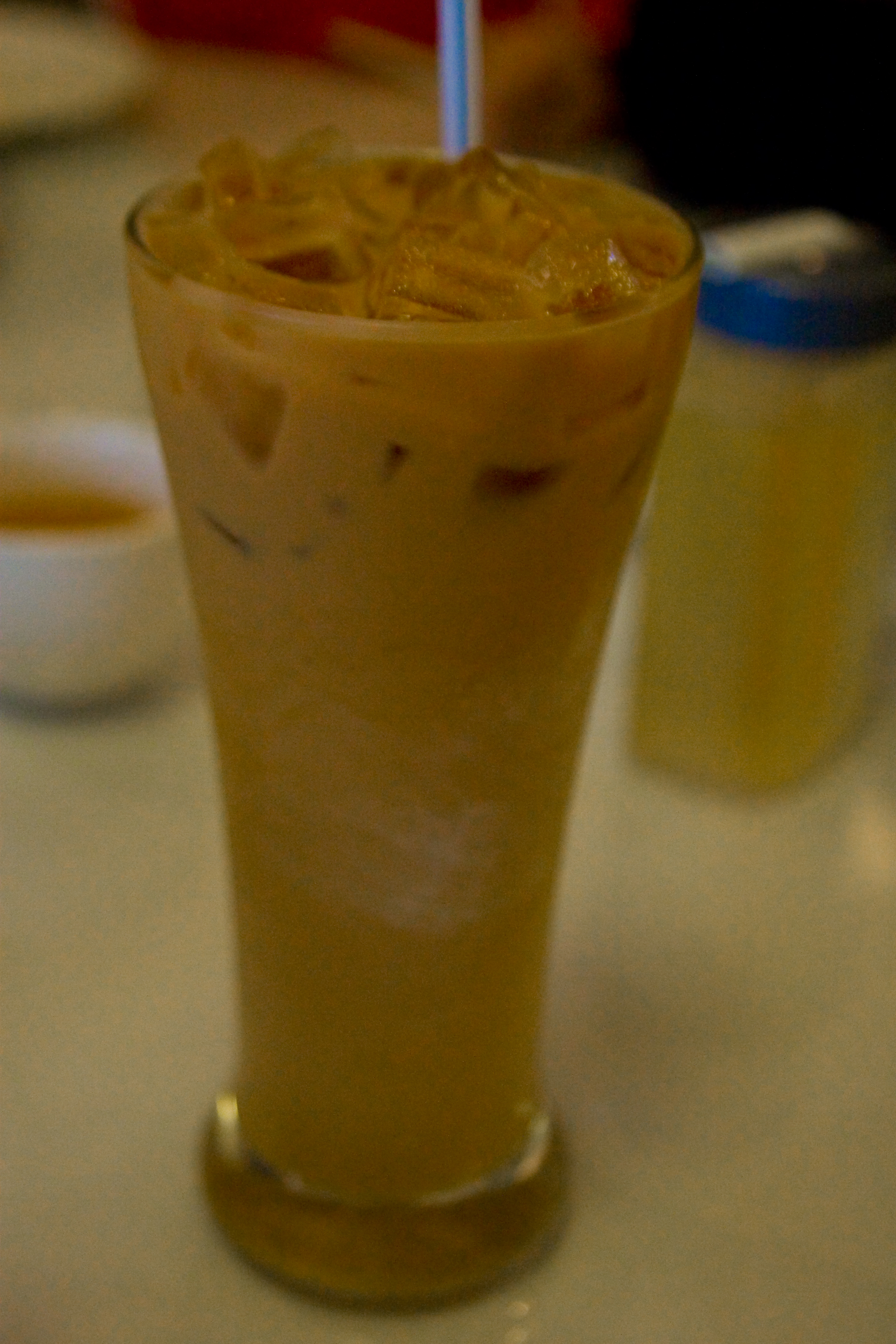
アイスミルクティー

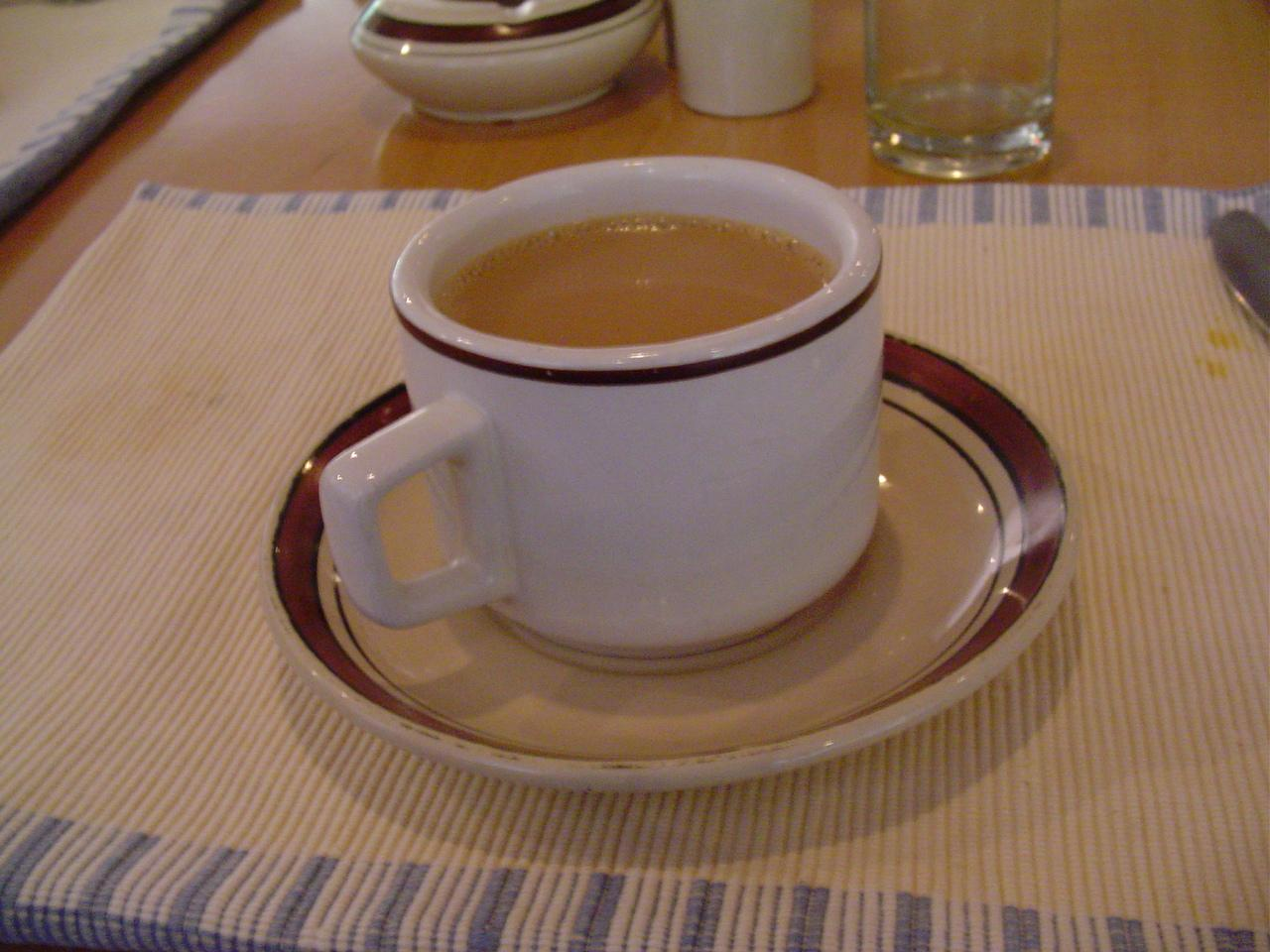
チャイ

茶葉は、ミルクの味に負けない味の強いものが向いている。代表的なものがアッサム種でありミルクティー向きの紅茶として知られている。またアールグレイも、ベルガモット香がミルクとの相性が良いと言われている。発酵度が低く、味と香りが繊細なダージリン・ティーはミルクティーに不向きとされる。
ミルクは、常温の低温殺菌牛乳が良いとされる。日本の牛乳はイギリスに比較して乳脂肪分が少ないため、英国式の作法で飲む際には味が薄く、水っぽくなりやすい。英国式で淹れた味を求める場合は、乳脂肪分を高くした成分調整牛乳を用いることが推奨される。

### ミルクを先に入れるか、茶を先に入れるか
カップにミルクを先に入れるか、茶を先に入れるかで二通りの流派がある。ジョージ・オーウェルは1946年に『イヴニング・スタンダード』掲載のエッセイで「おそらくイギリスのどんな家庭の中にもこの二つの流派が共存している」（"in every family in Britain there are probably two schools of thought on the subject"）とした上で、茶を先に入れる方が正しいと主張した。王立化学会は2003年に紅茶の入れ方についての軽妙なプレスリリースを発表し、その中でミルクは温めずに先にカップに入れるべきだとした。
ミルクを先に入れることを「ミルク・イン・ファースト」とも言う。

### ミルクティー
- アイス

氷を入れたミルクに紅茶を加える。好みでガムシロップを加える。喫茶店やカフェなどでは予めミルクにガムシロップを加えておくことでプース・カフェ（2層）状にしたメニューも存在する。
- ホット

予めティーカップに熱湯を入れるなどして十分に温めておく。温まったカップに常温のミルクを入れ、紅茶を注ぐ。このようにすることで常温のミルクによる温度低下を抑え、ミルクの温度変化を最小限にすることが出来る。好みで砂糖を加える。用いるミルクは低温殺菌牛乳が良いとされる。

### ティーラテ
喫茶店やカフェなどで販売されており、高圧抽出した濃い紅茶（ティープレッソ）にスチームミルクを加える。

### チャイ
チャイはインドの代表的な飲み方で、庶民的な飲み物である。一般的に鍋ややかんにより少量の水で紅茶を煮出し、大量のミルクを足して更に煮出し、大量の砂糖であらかじめ味付けする。日本においてはシナモン等の香辛料を用いたものがチャイと呼ばれることが多い。

### ロイヤルミルクティー
ロイヤルミルクティーは日本で人気がある。濃く抽出した茶に牛乳を加えたものや、湯の代わりに牛乳で茶を抽出したもの。
「ロイヤルミルクティー」は和製英語である。日本のティールームの草分けといわれる『リプトン本社直轄喫茶部 極東支店』（現・株式会社フクナガ）が1965年にロイヤルシリーズの一つとして「ロイヤルミルクティ」という名で提供したのが始まりと考えられ、その後日本で人気を博した。イギリスで一般的な種類の牛乳入り紅茶と比べ、牛乳の量が多いことが特徴。
堀江敏樹は、日本のロイヤルミルクティーや（同じく鍋で煮てミルクを使用する）インド風チャイをまとめて「シチュードティー」（英語: stewed tea）と表現できるとした。
通常のミルクティーでは水や熱湯で煮出した紅茶にミルクを混ぜるが、ロイヤルミルクティーは茶葉を直接牛乳で煮出す点に特徴がある。ただし牛乳を沸騰させると牛乳に含まれるタンパク質（カゼイン）が茶葉を覆い十分な抽出が出来ないため、以下のような作り方が良いとされる。
- ロイヤルミルクティー（1人分）

1. 小皿などに紅茶葉を通常の倍量[注 3]とり、あらかじめ少量の熱湯をかけ茶葉を開かせる。
2. 常温の牛乳を水で割り[注 4]、ミルクパンで沸騰直前まで温めて火を止める。
3. 1の茶葉を2に加え、蓋をして数分間蒸らす。
4. 茶濾しで濾してティーカップに注ぐ。好みでグラニュー糖を加える。

一般に、水の割合を増やすと後味がすっきりし、牛乳の割合が多いほど濃厚な味わいを楽しめる。
喫茶店やカフェでは、コクを出すためにエバミルクを用いることもある。飲料メーカーからは、牛乳に加え、生クリームなどを添加して濃厚さを売りにした商品も存在する。

### タピオカ入りミルクティー
台湾では、タピオカで作った玉を入れた珍珠奶茶（ジェンジューナイチャー）と呼ばれるアイスミルクティーが街頭で売られており、人気が高い。近年は、香港、中国でも一般的で、日本でも広がりつつある。
また、台湾では、卵プリンを入れたミルクティーも販売されている。

### 香港式ミルクティー
香港やシンガポールでは、濃厚な味を楽しむために生乳ではなくエバミルクを加える事が多い。また、店によっては紅茶をブレンドする他、プーアル茶を少量加えて風味を調整している事もある。

### キリテー
紅茶の産地スリランカで飲まれる庶民的なミルクティー。キリはシンハラ語でミルクの意味で、ミルクティーを意味する。隣国インドのチャイとは異なり、スパイスなどは用いない。BOPFのような細かい茶葉と多めの砂糖、それに粉ミルクまたはコンデンスミルクを用いる。キリテーを入れる際は、液体を複数の容器間で何度か激しく注ぎ変えることで、表面を泡立てる。

## 商品

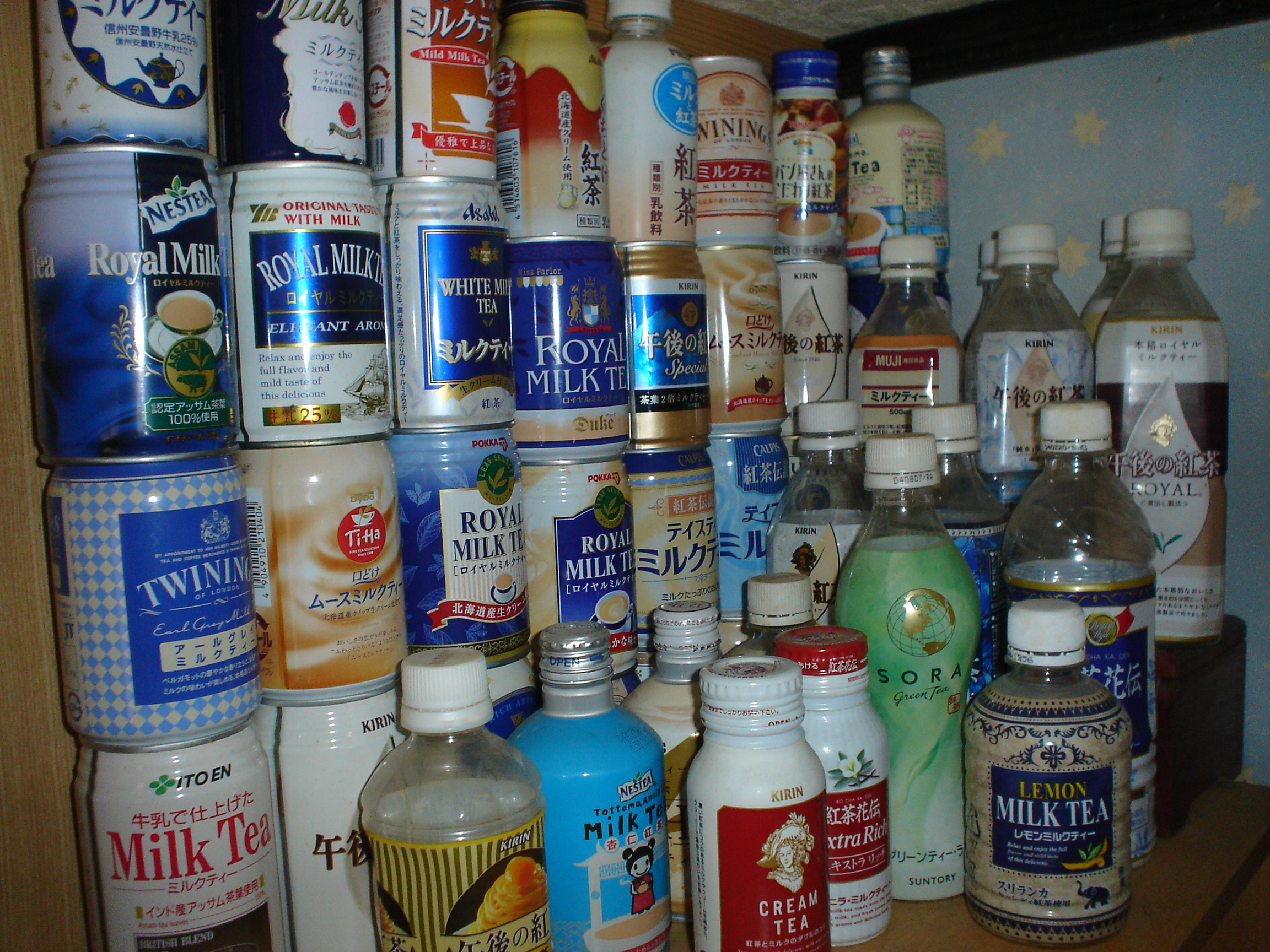
様々なミルクティーの商品

ミルクティーは、缶や紙パックやペットボトル入りの商品が多くのメーカーから自動販売機などで販売されており、種類も缶コーヒーに劣らないほど豊富になってきて、現在ほとんどの自動販売機に入っている。
- キリンビバレッジ - 午後の紅茶
- 日本コカ・コーラ - 紅茶花伝
- リプトン - ミルティーノ、紙パック
- SUNTORY - クラフトボス ミルクティー

その他各社からたくさんの商品が発売されている。